# Черињале
Черињале је насеље у Италији у округу Пјаченца, региону Емилија-Ромања.
Према процени из 2011. у насељу је живело 92 становника. Насеље се налази на надморској висини од 711 м.

## Становништво
Према резултатима пописа становништва 2011. у општини је живело 155 становника.
| 1951. | 1961. | 1971. | 1981. | 1991. | 2001. | 2011. |
| ----- | ----- | ----- | ----- | ----- | ----- | ----- |
| 889   | 772   | 607   | 454   | 317   | 224   | 155   |